# Municipio de Kinderhook (Illinois)
El municipio de Kinderhook (en inglés: Kinderhook Township) es un municipio ubicado en el condado de Pike en el estado estadounidense de Illinois. En el año 2010 tenía una población de 840 habitantes y una densidad poblacional de 8,55 personas por km².

## Geografía
Según la Oficina del Censo de los Estados Unidos, el municipio tiene una superficie total de 98.19 km², de la cual 98,05 km² corresponden a tierra firme y (0,14 %) 0,14 km² es agua.

## Demografía
Según el censo de 2010, había 840 personas residiendo en el municipio de Kinderhook. La densidad de población era de 8,55 hab./km². De los 840 habitantes, el municipio de Kinderhook estaba compuesto por el 98,1 % blancos, el 0,83 % eran amerindios, el 0,36 % eran isleños del Pacífico y el 0,71 % eran de una mezcla de razas. Del total de la población el 2,26 % eran hispanos o latinos de cualquier raza.